# 向氏奥武殿内
向氏 奥武殿内（しょううじ おうどぅんち）は、唐名・向文輝、奥武親方朝昇（浦添御殿2世）を系祖とする琉球王国の士族（首里士族）。代々、玉城間切（現：南城市（玉城地区））奥武村の脇地頭職を務めた。
初代・朝昇（2世）は、浦添御殿1世・浦添王子朝央の7男で分家独立して奥武殿内を興した。朝昇の5男・朝明は又従兄弟にあたる義村御殿・義村王子朝章の養子となって義村按司朝明を称した。朝明は廃藩置県後の頑固党の代表的人物で、脱清して独立運動を展開したが、当地で客死した。同じく朝昇の6男・朝忠も本家の浦添御殿へ養子に入り、浦添按司朝忠を称した。朝忠も実弟・義村按司朝明同様、脱清して独立運動を展開した。4世・朝昆の時、廃藩置県を迎えた。

## 系譜
- 2世・奥武親方朝昇
- 3世・奥武親方朝康
- 4世・奥武親雲上朝昆